# 學好三殼灰介
學好三殼灰介（学名：Tricoquimba shyaohaoi）为半花介科三殼灰介屬下的一个种。